# Tinnitus Sanctus
Tinnitus Sanctus, som är det åttonde albumet av det tyska power metal-bandet Edguy, gavs ut den 14 november 2008 av skivbolaget Nuclear Blast.

## Låtlista
1. "Ministry of Saints" - 4:12
2. "Sex Fire Religion" - 5:55
3. "The Pride of Creation" - 5:08
4. "Nine Lives" - 4:16
5. "Wake Up Dreaming Black" - 4:09
6. "Dragonfly" - 5:38
7. "Thorn Without a Rose" - 5:10
8. "9-2-9" - 3:35
9. "Speedhoven" - 7:40
10. "Dead or Rock" - 4:57
11. "Aren't You a Little Pervert Too?!" - 2:18

### "Live in Los Angeles", bonus-CD
Alla låtar är inspelade live i Los Angeles under The Rocket Ride världsturnén i september 2007.
1. "Catch of the Century" - 5:14
2. "Sacrifice" - 8:24
3. "Babylon" - 7:29
4. "Lavatory Love Machine" - 4:42
5. "Tears of a Mandrake" - 7:42
6. "Vain Glory Opera" - 6:26
7. "Superheroes" - 3:24
8. "Fucking With Fire (Hair Force One)" - 4:37
9. "Avantasia" - 6:58
10. "King of Fools" - 5:25

## Medverkande
- Tobias Sammet - sång
- Jens Ludwig - leadgitarr
- Dirk Sauer - kompgitarr
- Tobias "Eggi" Exxel - bas
- Felix Bohnke - trummor